# Otto Wurzburg
Otto Wurzburg est un compositeur américain de problèmes d'échecs né le 10 juillet 1875 et mort le 1er octobre 1951. Il était le neveu du compositeur américain William Shinkman et un des chefs de file de l'école nord-américaine de composition avec Sam Loyd et William Shinkman. Il est réputé pour la légèreté de ses compositions. Il a composé plus de 1 200 problèmes en trois coups ou plus.